# Pawel Ossipowitsch Suchoi

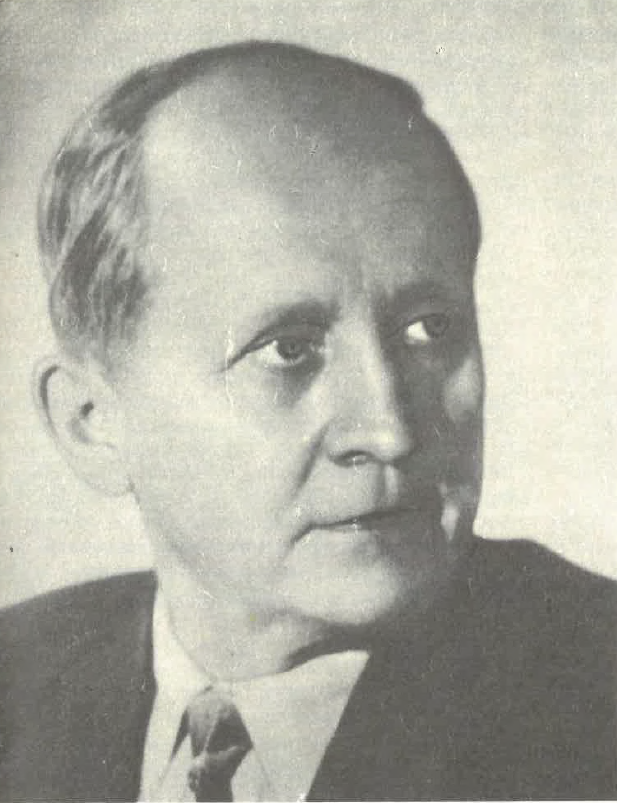
Pawel Suchoi

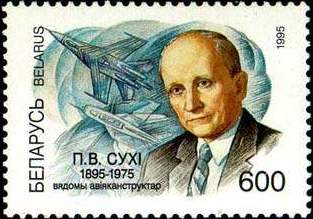
Briefmarke aus Belarus mit dem Konterfei Suchois (1995)

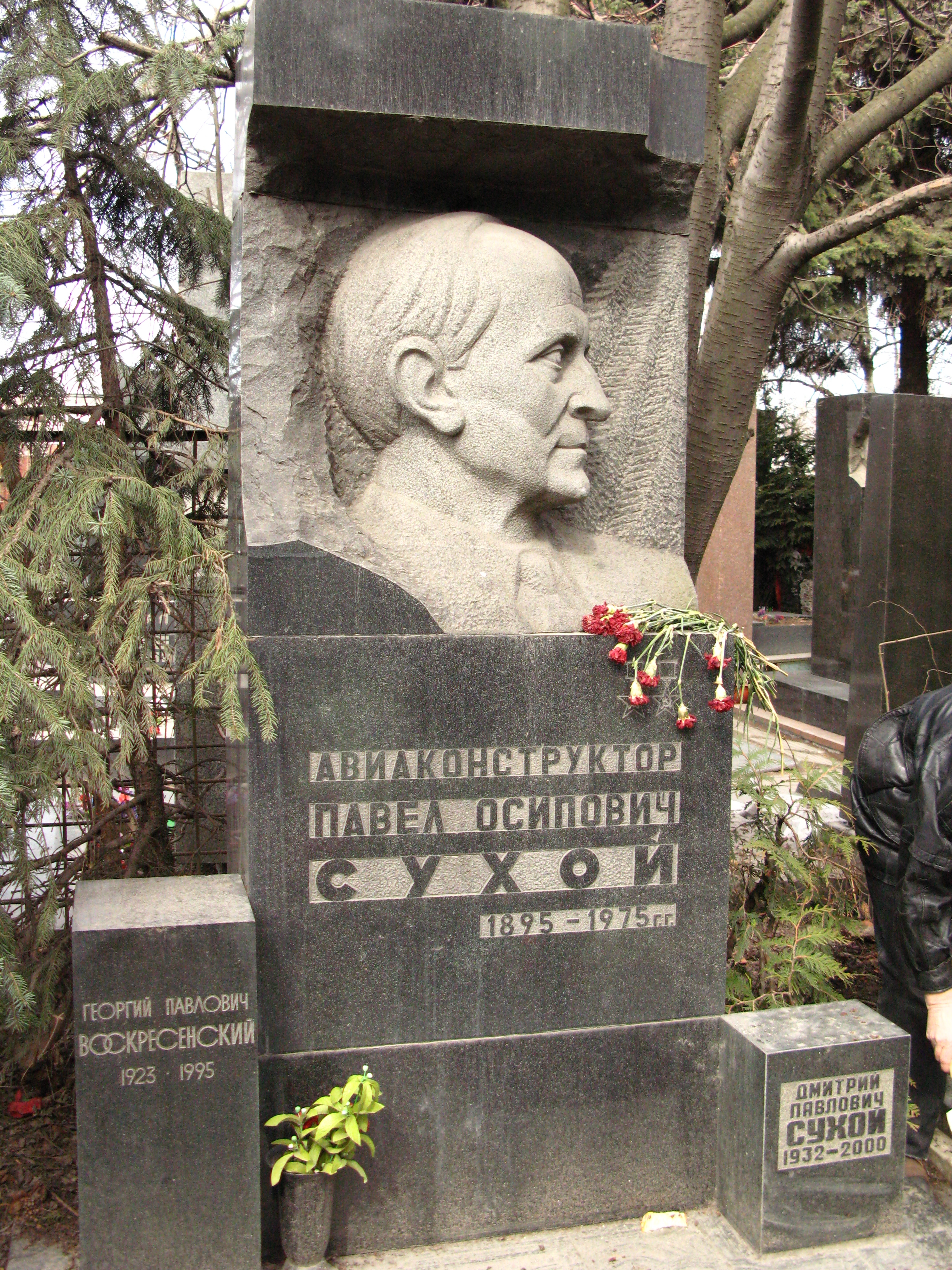
Suchois Grab auf dem Nowodewitschi-Friedhof

Pawel Ossipowitsch Suchoi (russisch Павел Осипович Сухой, belarussisch Павел Восіпавіч Сухі, wiss. Transliteration Pavel Osipovič Suchoj; * 10.jul. / 22. Juli 1895greg. in Glubokoje bei Wizebsk, heute Belarus; † 15. September 1975 in Moskau) war ein belarussisch-sowjetischer Flugzeugkonstrukteur und fungierte als Chefkonstrukteur des nach ihm benannten OKB (Experimental-Konstruktionsbüro) Suchoi.

## Leben und Wirken
Suchoi wurde als Sohn eines Lehrers geboren, besuchte das Gymnasium in Gomel und studierte anschließend ab 1914 an der mathematisch-physikalischen Fakultät der Universität Moskau, musste das Studium jedoch 1916 wegen seiner Einberufung zum Militär unterbrechen. Dort besuchte er eine Fähnrichschule und wurde im Februar 1917 an die Front versetzt. Nach seiner Entlassung nahm Suchoi ab 1920 das Studium wieder auf. 1924 arbeitete er nebenbei als technischer Zeichner am Zentralen Aero-Hydrodynamischen Institut und erarbeitete dort als Diplomarbeit das Projekt eines einsitzigen Jagdflugzeuges. 1925, nach erfolgreichem Abschluss des Studiums, wurde er im ZAGI als Ingenieur angenommen und erhielt von Andrei Tupolew, der der Leiter des ZAGI war und Suchois Talent erkannt hatte, eine Entwicklungsgruppe in dessen Versuchsflugzeugbauabteilung AGOS zugewiesen. Dort arbeitete Suchoi am freitragenden Ganzmetall-Bombenflugzeug ANT-4 mit und konstruierte 1927 das Jagdflugzeug ANT-5.
1932 wurde Suchoi Abteilungsleiter, kurze Zeit später Tupolews stellvertretender Chefkonstrukteur. Unter seiner Leitung wurden in den 1930er Jahren unter anderem die Flugzeuge RD (ANT-25) und DB-2 entwickelt. Ab 1939 war Suchoi Leiter seines eigenständigen Konstruktionsbüros. Dort entstand im gleichen Jahr das in Serie gefertigte Bombenflugzeug Su-2. Zu größeren Serien kam es aber bei keiner seiner Entwicklungen aus der Zeit des Zweiten Weltkrieges. Zwar zeigten seine Flugzeuge häufig sogar bessere Flugleistungen als die in Großserie gebauten Muster anderer sowjetischer Konstrukteure, jedoch entwickelte man lieber diese weiter, statt Suchoi eine Chance zu geben. Man wollte kein Risiko eingehen und setzte deshalb eher auf die bewährten Konstruktionen, auch wurden Suchois Konstruktionen als zu aufwändig eingestuft. Hinzu kam, dass man Produktionsausfälle bei der Umstellung auf ein komplett anderes Flugzeug vermeiden wollte, zudem wurde der Schulungsaufwand für einen komplett neues Flugzeug als zu hoch eingeschätzt.
Nach dem Krieg begann Suchoi, wie andere sowjetische Konstruktionsbüros auch, Strahlflugzeuge zu entwickeln, war dabei aber wenig erfolgreich. Nachdem auch die Entwicklung der modernen Su-17 abgebrochen wurde, erfolgte auf Beschluss des Ministerrats der UdSSR vom 14. November 1949 die Schließung seines OKB. Suchoi wechselte zurück zu Tupolew und übernahm als dessen Stellvertreter die Produktionsvorbereitung für den Bomber Tu-14. Erst nach Stalins Tod wurde sein Konstruktionsbüro 1953 neugegründet.
Mit Suchois Namen verbunden sind vor allem die Entwicklungen von Jagd- und Jagdbombenflugzeugen nach dieser Zeit. Eine Vielzahl von wegweisenden Flugzeugentwürfen wurde unter seiner Leitung entwickelt, häufig, wie zum Beispiel bei der Suchoi T-4, wurde dabei technisches Neuland betreten.
Suchoi zog sich nach 1970 allmählich ins Privatleben zurück, nachdem er sein OKB ab etwa 1960 wegen gesundheitlicher Probleme nur noch stark eingeschränkt und mit Hilfe seiner rechten Hand Jewgeni Iwanow leiten konnte. Er starb 1975 an den Spätfolgen einer Tuberkulose aus der Zeit des Zweiten Weltkrieges im Sanatorium Barwicha bei Moskau. Sein Grabmal befindet sich auf dem Nowodewitschi-Friedhof in der Abteilung 7 Reihe 11.
Suchoi war Träger des Ordens der Oktoberrevolution, zweifacher Held der sozialistischen Arbeit (1957 und 1965), Doktor der Technischen Wissenschaften (1940), dreifacher Träger des Leninordens und erhielt 1943 den Stalinpreis, 1968 den Leninpreis, 1975 postum den Staatspreis der UdSSR und 1997 den Staatspreis der Russischen Föderation. Außerdem bekleidete er die Funktion eines Abgeordneten des Obersten Sowjets.
Zu den unter der Leitung von Pawel Suchoi entwickelten und in großen Stückzahlen gebauten Flugzeugen zählen:
- Suchoi Su-7, Mach-2–Jagd- und Jagdbombenflugzeug, 1955
- Suchoi Su-9, Mach-2–Abfangjäger, 1957
- Suchoi Su-15, Mach-2–Abfangjäger, 1962, bis 1993 im Einsatz
- Suchoi Su-17/Su-20/22, Schwenkflügeljagdbomber
- Suchoi Su-24, zweisitziger Schwenkflügelbomber, 1967